# Plasă (unealtă de pescuit)

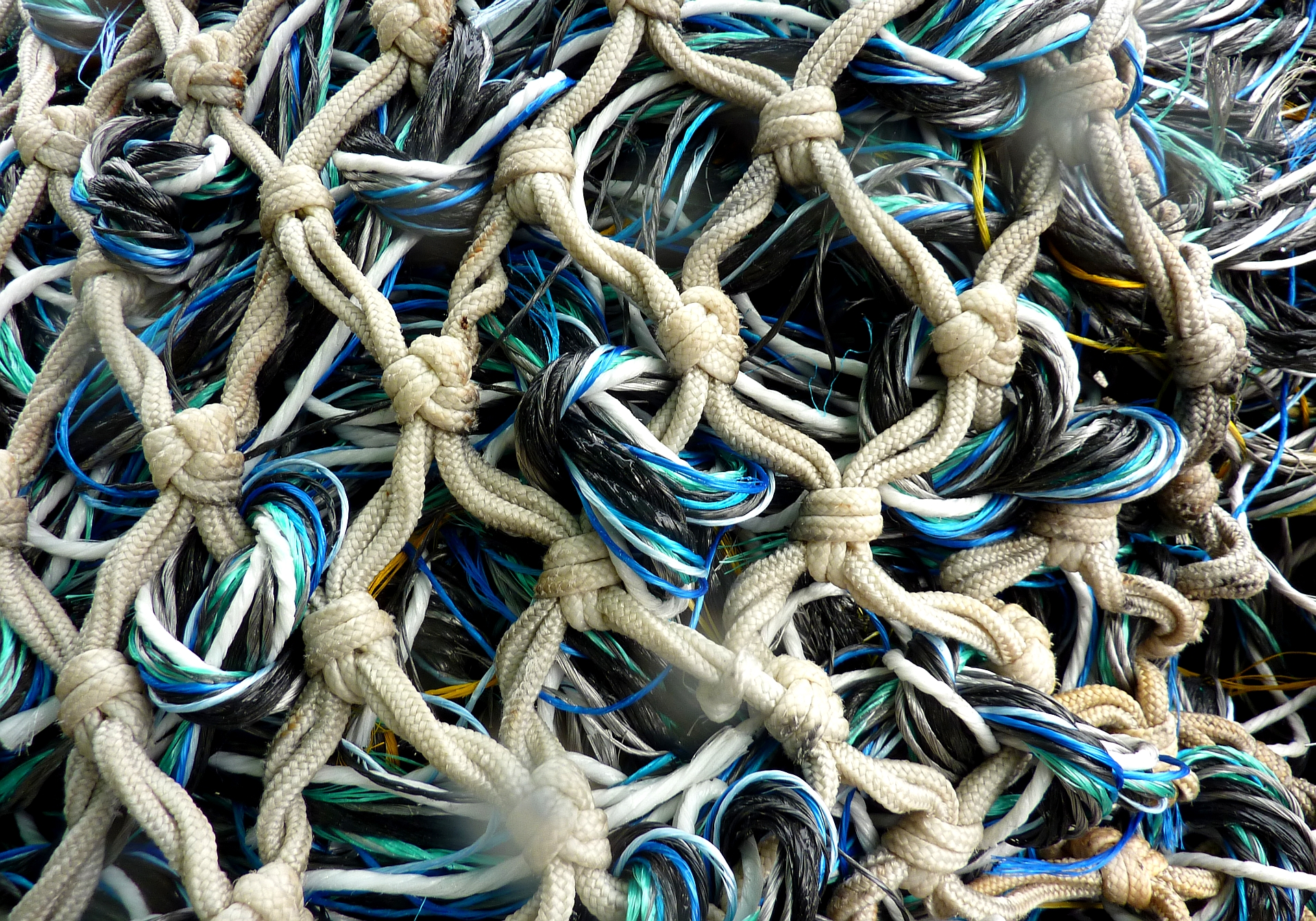
Rețeaua unei plase de pescuit realizată din fibre sintetice

O plasă (plural, plase, spre a se deosebi de plasă, plural plăși, unitate interbelică administrativă de ordin doi a României interbelice) este o unealtă de pescuit alcătuită dintr-o rețea de fibre textile sau din material plastic. Poligoanele sau curbele rețelei regulate ale oricărei plase, numite ochiuri, sunt separate prin noduri de diferite tipuri și dimensiuni. 
Rețele plaselor sunt realizate din fibre împletite și înodate. Proporțional cu dimensiunile capturii căreia îi sunt adresate, atât grosimea fibrelor cât și dimensiunile ochiurilor plaselor se schimbă.
Plasele anterioare revoluției industriale erau realizate din diverse materiale naturale fibroase, așa cum sunt ierburi, fibre lemnoase, fibrele plantelor de tip ierbos precum palmierii și așa mai departe. Ulterior, fibrele de bumbac au fost folosite la realizarea plaselor. De asemenea, fibrele poliamidelor naturale, precum cele ale lânii sau ale mătăsii au fost folosite până recent, fiind încă larg utilizate. Plasele cele mai recente sunt realizate din poliamide sintetice.

## Istoric

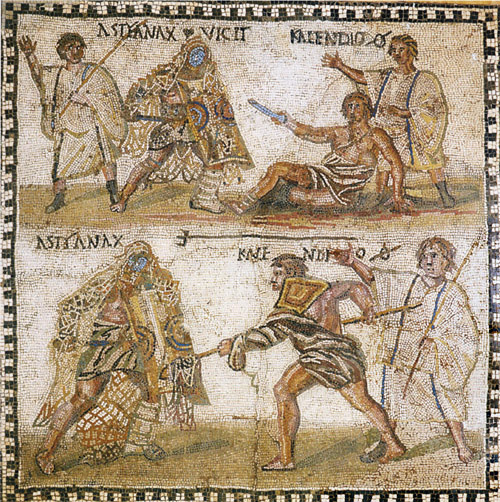
Un retiarius („luptător cu plasa”), cu un trident și o plasă, luptând împotriva unui secutor (mozaic, secolul al 4-lea, î.Hr.)

Plasele de pescuit au fost utilizate din cele mai vechi timpuri, incluzând de către oamenii societăților epocii de piatră. Cea mai veche documentare a unei plase de pescuit este cunoscut ca plasa din Antrea, găsită alături de alte obiecte și unelte de pescuit în localitatea Antrea din Karelia. Plasa a fost realizată din fibre de salcie, fiind realizată și folosită acum aproximativ 10.300 de ani în trecut.
Recent, pietre folosite la scufundarea plaselor de pescuit oceanic (fusaiole) au fost descoperite în Coreea, datând cu circa 29.000 de ani în urmă, făcând din acestea cele mai vechi accesorii de pescuit descoperite până în prezent. Rămășițele unei alte plase de pescuit datează din mezolitic, fiind descoperite împreună cu pietrele de scufundare și menținere ale acelei plase pe fundul unei foste mări.
Printre cele mai vechi urme sculptate în piatră de la Alta (4.200–500 î.Hr.) conțin imagini misterioase, incluzând modele de linii orizontale și verticale, ce seamănă izbitor cu rețeaua unei plase de pescuit.
Populațiile native americane locuind de-a lungul fluviuului Columbia, din vestul Statelor Unite ale Americii, împleteau plase de pescuit din fibrele rădăcinilor molizilor sau din fibrele ierburilor sălbatice fixându-le la fundul apei curgătoare a fluviului (sau ale apelor stătătoare adiacente) cu pietre ca greutăți. Ca semne, indicând unde scufundaseră plasele, foloseau bucăți de cedru cioplite astfel încât speriau peștii, obligându-i a sta împreună, mărind astfel eficiența pescuitului cu plasa.
Populația Maori, primii oameni care au colonizat insulele Noii Zeelande, aveau bărcii de largi dimensiuni, numite generic canoe, cu ajutorul cărora deveniseră foarte buni navigatori, dar erau și pescari foarte eficienți. Plasele lor de pescuit. care puteau atinge sute de metri, erau realizate prin împletire și aveau atât flotoare cât și fusaiole din piatră. Unele din plasele lor foarte lungi necesitau sute de oameni pentru a putea fi manevrate.

## Galerie de imagini

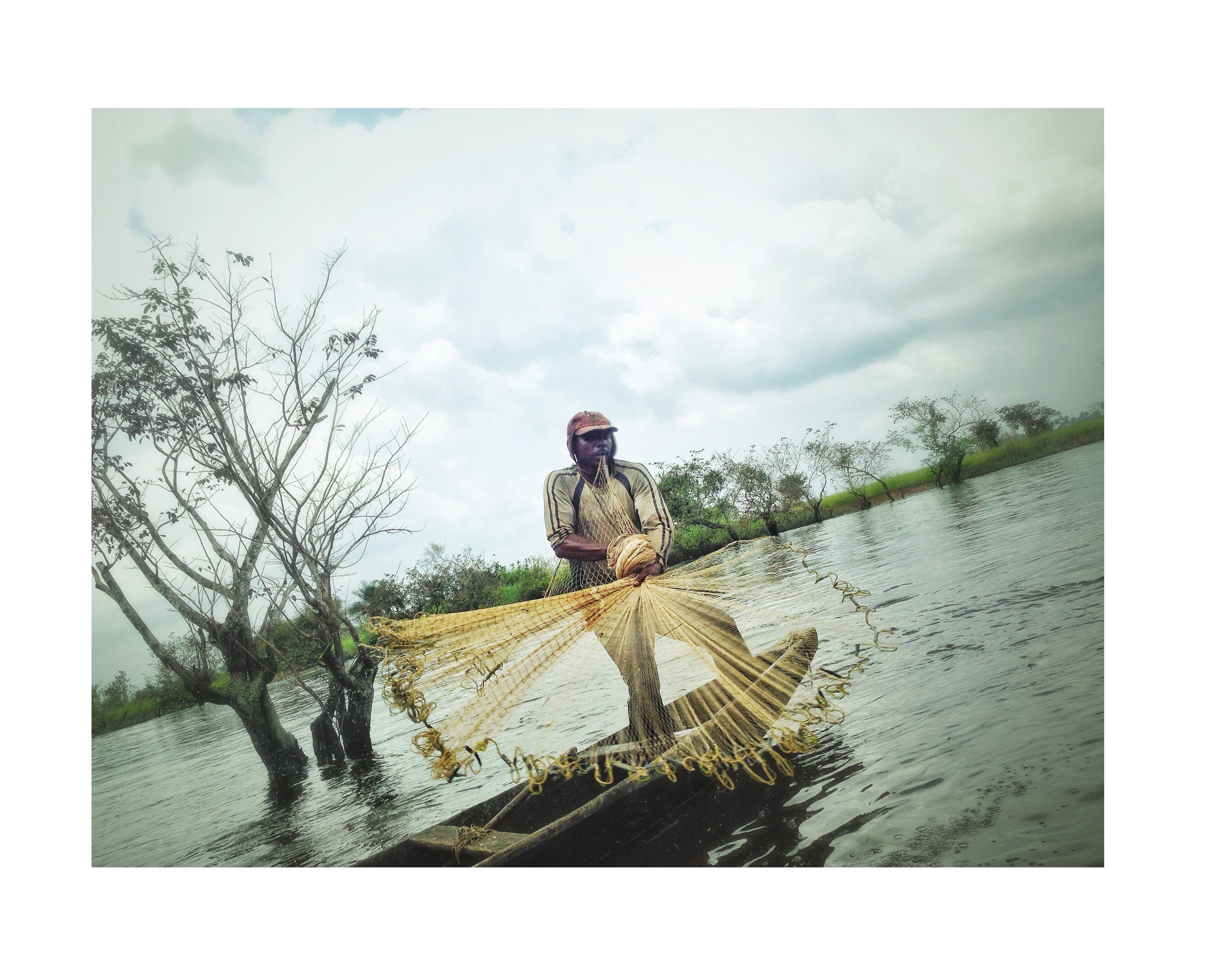
Un pescar aruncându-și plasa
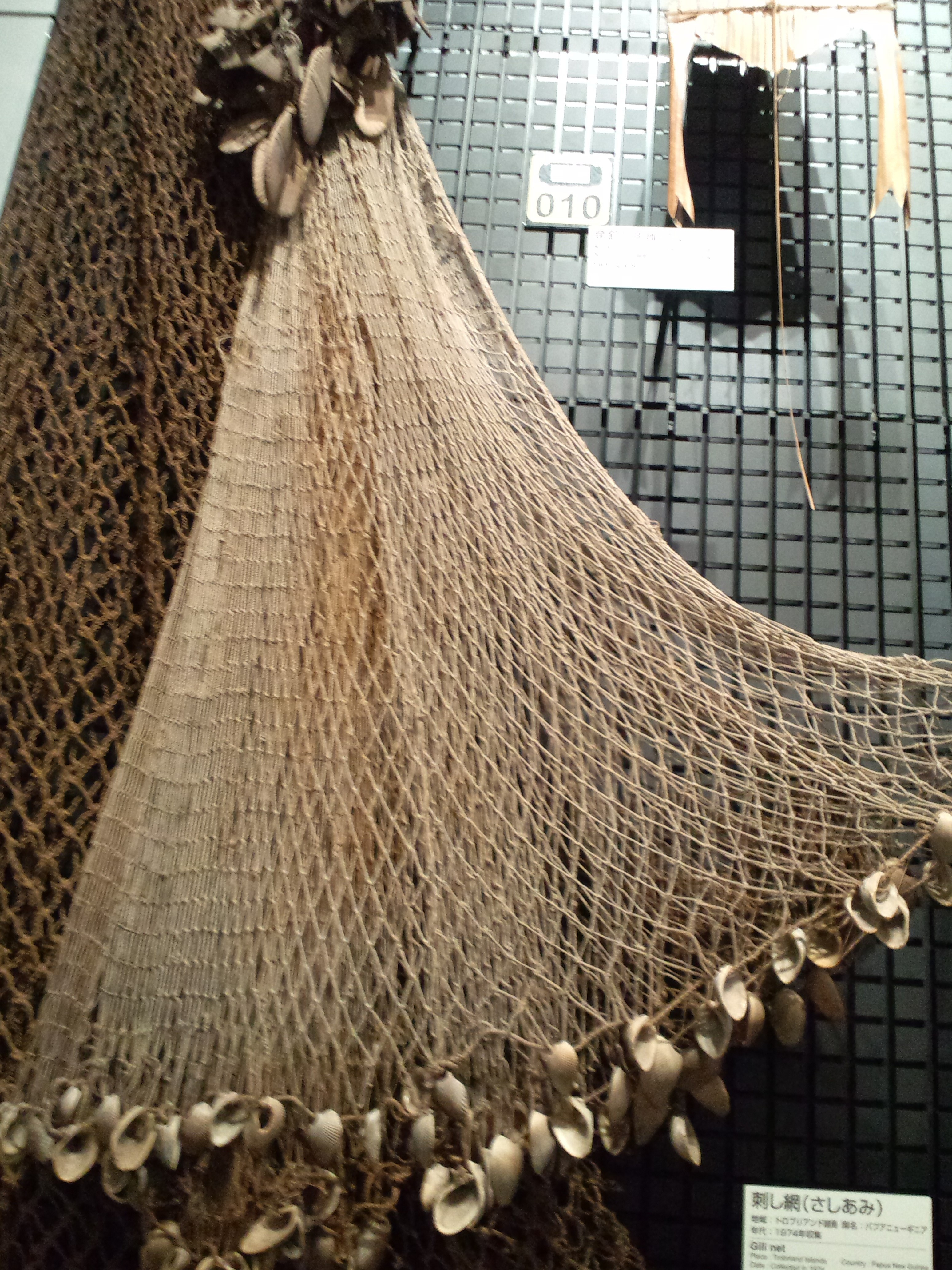
Plasă de pescuit din Papua Noua Guinee - Exemplar muzeistic
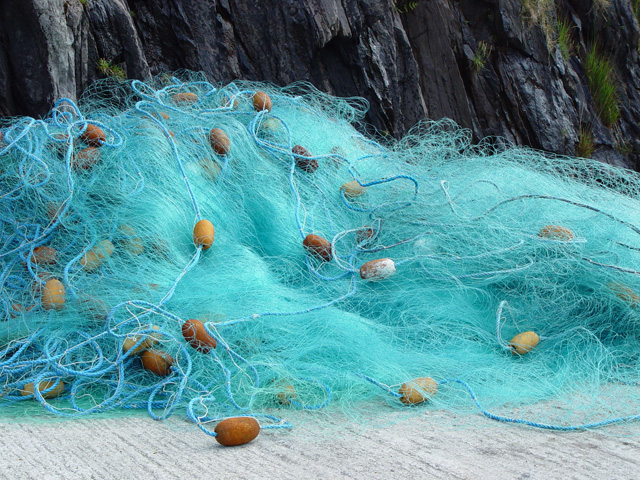
Plasă sintetică din Brandon Creek
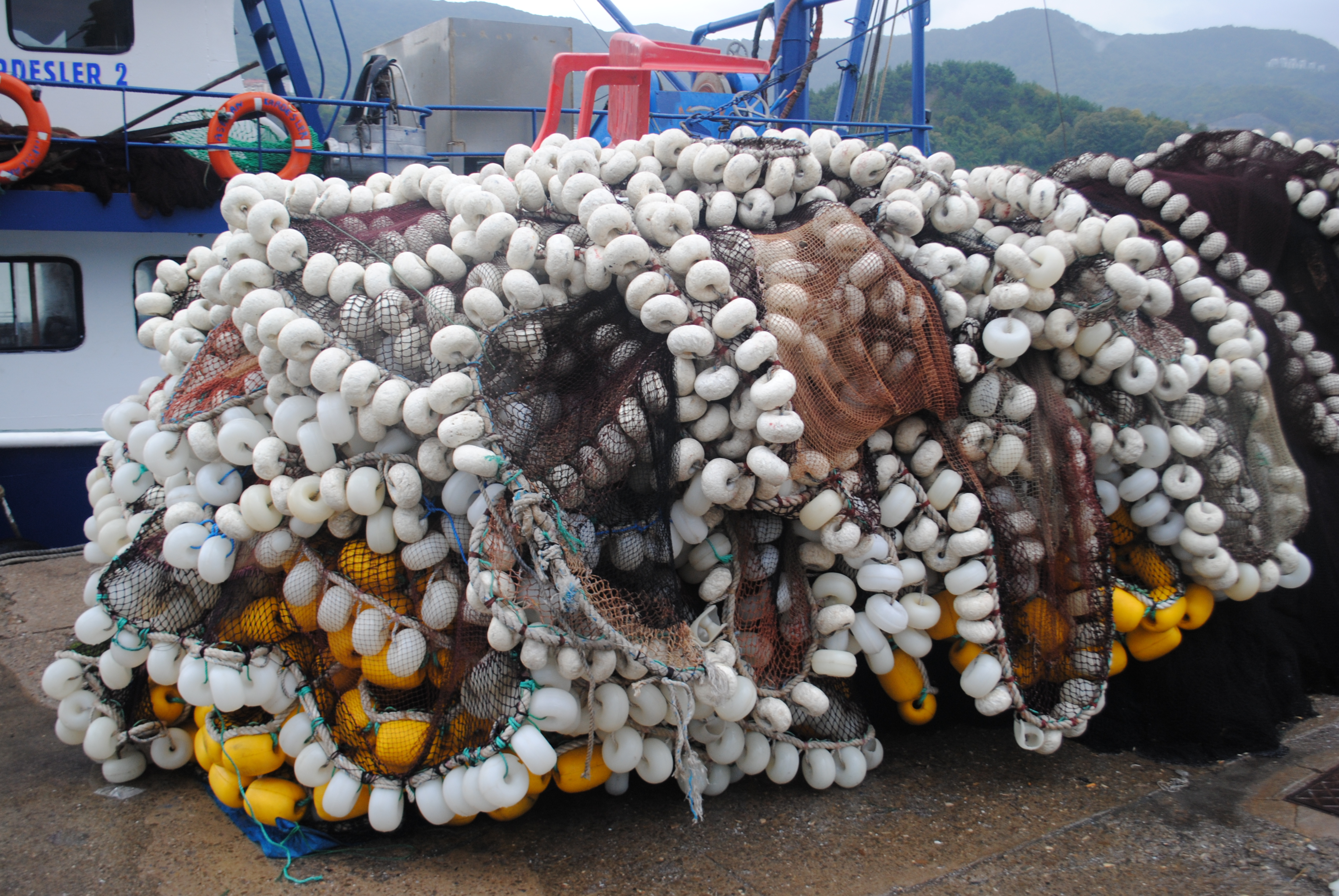
Plasă de pescuit din Amasra